# 奥斯瓦尔多·费拉里
奥斯瓦尔多·费拉里（義大利語：Osvaldo Ferrari，1942年9月30日—），意大利男子摔跤运动员。他曾代表意大利参加世界摔跤锦标赛，获得一枚银牌。他也曾参加1968年夏季奥林匹克运动会。